# Гомеш, Мануэл
Мануэл Гонсалеш Гомеш (Мануэл Гомеш; порт. Manuel Gonçalves Gomes; 29 мая 1951 года, Барселуш, Португалия) — португальский тренер.

## Биография
В качестве футболиста выступал в низших португальских лигах. В одной из них — «Праду» — он начал тренерскую карьеру. Первый успех пришел к Гомешу в 1985 году, когда он привел «Авеш» к победе Сегунде и выходу в Примейру. В 1994 году специалист тренировал «Брагу», а затем он два года входил в тренерский штаб «Бенфики».
Позднее Гомеш возглавлял сборные Анголы и Мальдив, а также помогал наставнику португальцев Антониу Оливейре на ЧМ-2002. Позднее португалец руководил клубами из Канады, Кувейта, Саудовской Аравии, Мозамбика и Индии.
Последним местом его самостоятельной работы стал лиссабонский «Атлетико», который Гомеш тренировал в 2013—2014 годах. После этого он работал помощником Литу Видигала.

## Достижения
- Чемпион Сегунды: 1985